# Сетчелл, Уильям Альберт
Уи́льям А́льберт Се́тчелл (англ. William Albert Setchell, 1864—1943) — американский альголог, фитогеограф, историк ботаники.

## Биография
Родился 15 апреля 1864 года в Норвиче (штат Коннектикут) в семье Джорджа Кейса Сетчелла и его супруги Мэри Энн, в девичестве Дейвис. С детства интересовался изучением природы, в 1883 году поступил в Йельский университет. Поскольку в университете в то время не было ботанического отделения, Сетчелл часто проводил время в библиотеке своего учителя, Дэниела Кэди Итона.
По рекомендации Итона получил грант на обучение в Гарвардском университете под руководством Уильяма Фарлоу.
В 1890 году Сетчелл получил степень доктора философии по биологии, с 1890 года основным направлением деятельности стало изучение ламинариевых водорослей. В 1891 году начал работать в звании ассистента в Йельском университете, вскоре стал доцентом. В 1895 году назначен профессором ботаники Калифорнийского университета в Беркли. Познакомившись с Харви Харкнессом, Сетчелл заинтересовался изучением грибов, продолжая изучать водоросли тихоокеанского побережья.
В 1899 году посетил Аляску, в 1903—1904 совершил кругосветное путешествие. В 1920 году ездил в экспедицию на Самоа, в 1922 году — на Таити, в 1924 году — на Гавайи. В 1926—1927 годах вновь совершил кругосветное плавание, собирая образцы водорослей, в 1929 году ездил на Яву.
С 1920 года Уильям Альберт был женат на Кларе Колдуэлл.
5 апреля 1943 года Уильям Альберт Сетчелл скончался.

## Некоторые научные работы
- Setchell, W.A., Gardner, N.L. Algae of Northwester America (неопр.) // Univ. Calif. Publ. Bot.. — 1903. — Т. 1. — С. 165—418.
- Setchell, W.A., Gardner, N.L. Marine Algae of the Pacific Coast of North America. Parts I-III. — 1919—1925. — 898 p.
- Setchell, W.A. The genus Microdictyon (неопр.) // Univ. Calif. Publ. Bot.. — 1929. — Т. 1. — С. 165—418.

## Роды, названные в честь У. А. Сетчелла
- Setchellanthus Brandegee, 1909
- Setchellia Magnus, 1896 = Doassansia Cornu, 1883
- Setchelliella G.De Toni, 1936, nom. nov. ≡ Tildenia Kossinsk., 1926, nom. illeg. = Scytonematopsis Kisseleva, 1930
- Setchelliogaster Pouzar, 1958